# クイーンズ・ハウス
クイーンズ・ハウス（英語：Queen’s House）は、イギリス・グリニッジにある博物館。元々は王室の宮殿であり、1616年から1635年にかけてイニゴー・ジョーンズの設計により建てられた。
現在はグリニッジ・パーク内にあり、旧王立海軍学校（グリニッジ王立海軍大学校）、国立海洋博物館（en:National Maritime Museum）などの建造物と共に世界遺産に登録された景観を構成している。

## 概要

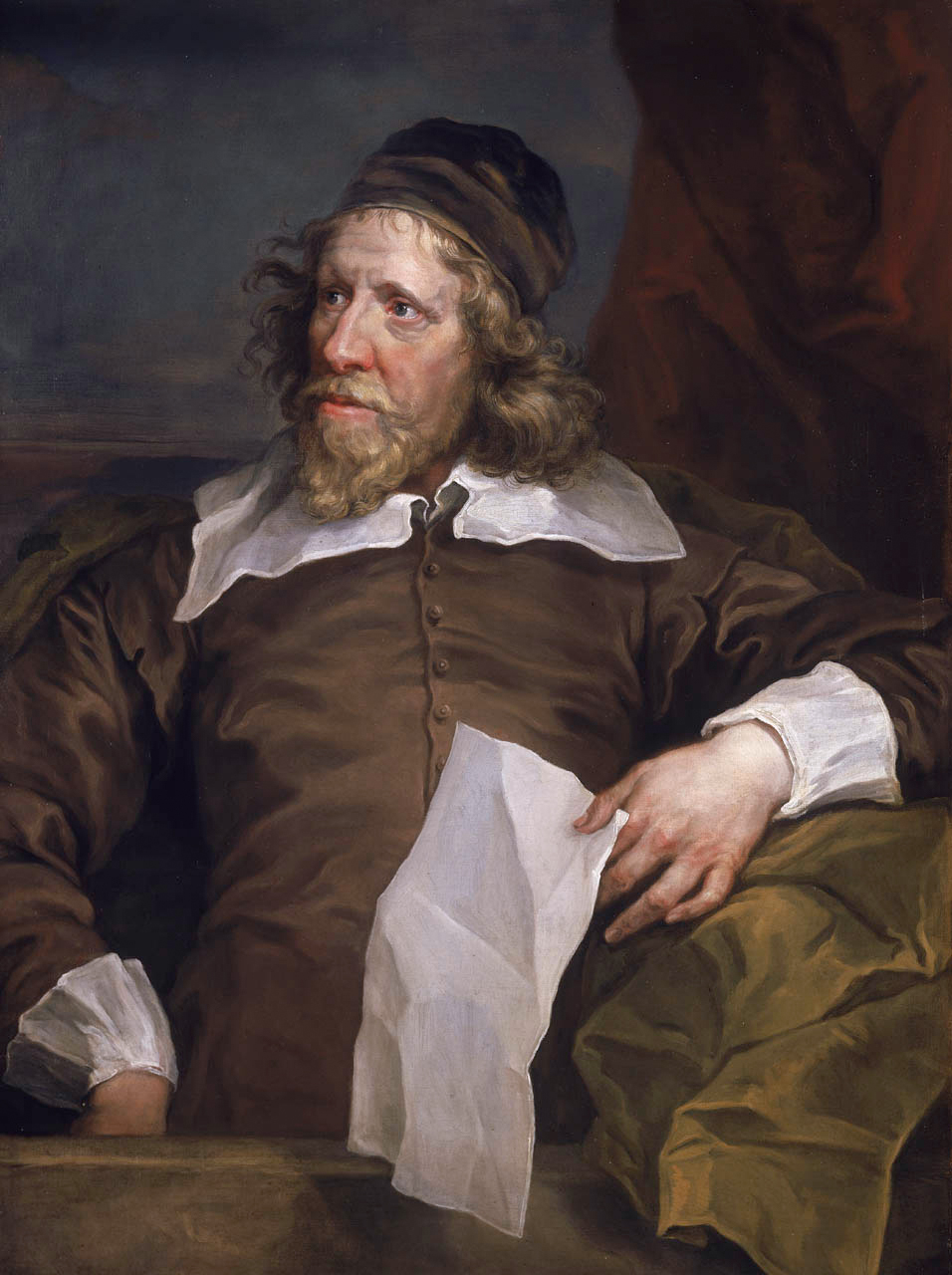
イニゴー・ジョーンズ

この建築は、イギリスの建築史上最も重要な建物の1つであり、イングランドにおいて最初に古典主義建築にのっとって建設された建造物であると評価されている。
グレートブリテン王ジェームズ1世の王妃であるアン・オブ・デンマークのために、ロンドンからテムズ川を数マイル下ったグリニッジ特別区に当時存在したプレセンティア宮殿（グリニッジ宮殿）の近くに建設された。その際、イタリアで建築学を学んだイニゴー・ジョーンズが設計を担当し、アンドレーア・パッラーディオのパッラーディオ様式を取り入れて設計された。ジョーンズは1613年から1615年にかけてのイタリアへのグランドツアーにおける成果であるローマ建築、ルネサンス建築、およびパッラーディオ建築の理論を活かして設計した。
イタリアのヴィラ建築の様式にのっとった対称的な建築であり、また、ファサードは極度に単純化されており、中央テラスに達する半円階段はパッラーディオ建築の影響がうかがえる。これらの大陸的な古典主義建築はこれまでイングランドには建てられてこなかったものであった。
後に、1649年から1660年までの共和制時代には多くが破壊されたが、後に王政が復活したのちに修復・増築され、その部分は現在博物館として使用されている。また、後にクリストファー・レンは彼の設計したグリニッジ病院の景観の焦点としてクイーンズ・ハウスを構造に取り入れた。この館内には、海事に関する絵画と、イングランド国王であるエリザベス1世やヘンリー8世の肖像画、画家ターナーの作品などのコレクションが展示されている。
クイーンズ・ハウスは、この建造物やホワイトホールのバンケティング・ハウスなどの古典主義的な建築により、ジョーンズはイギリスにおける建築の草分けであると評価されている。

## ギャラリー

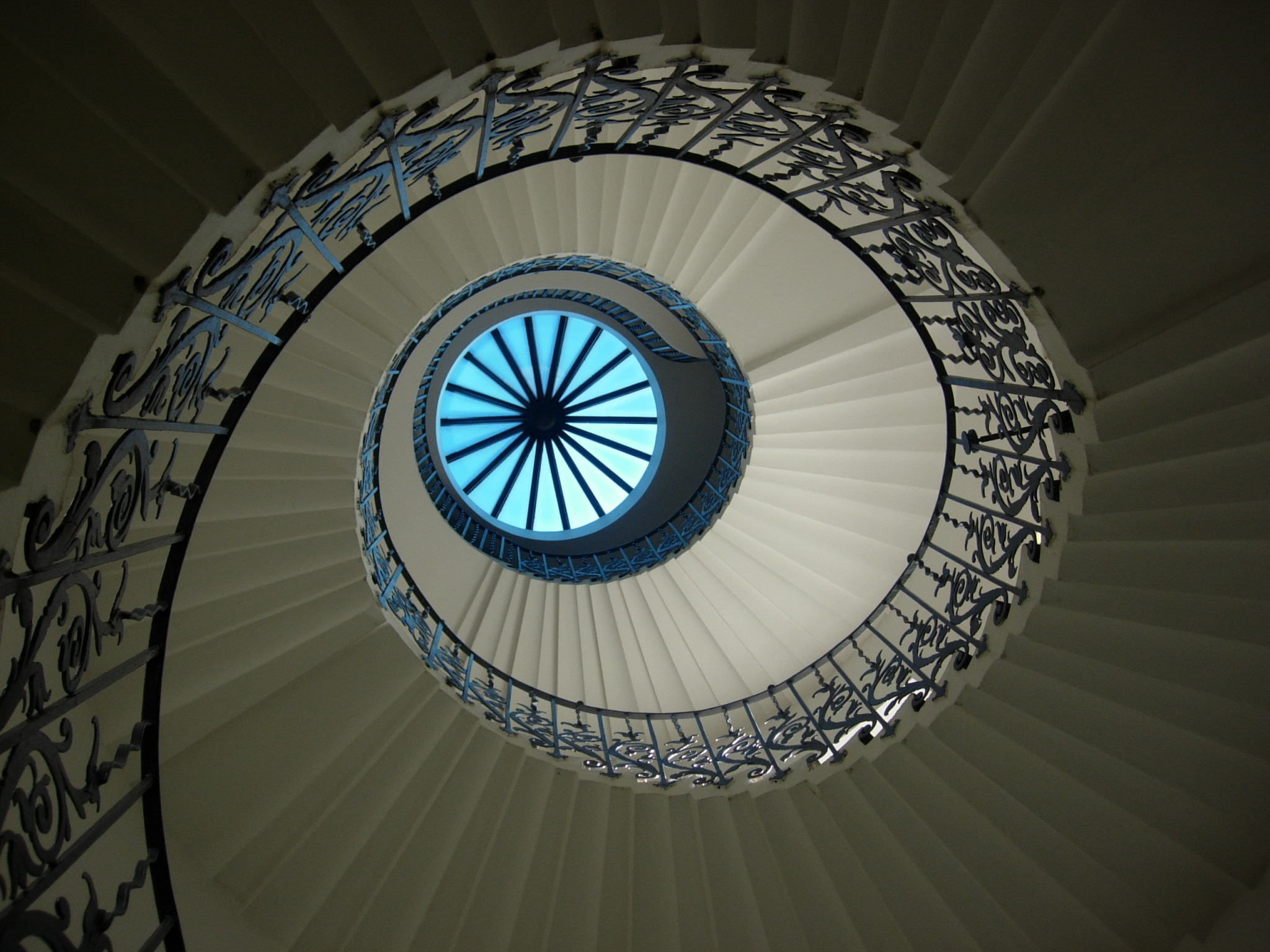
螺旋階段
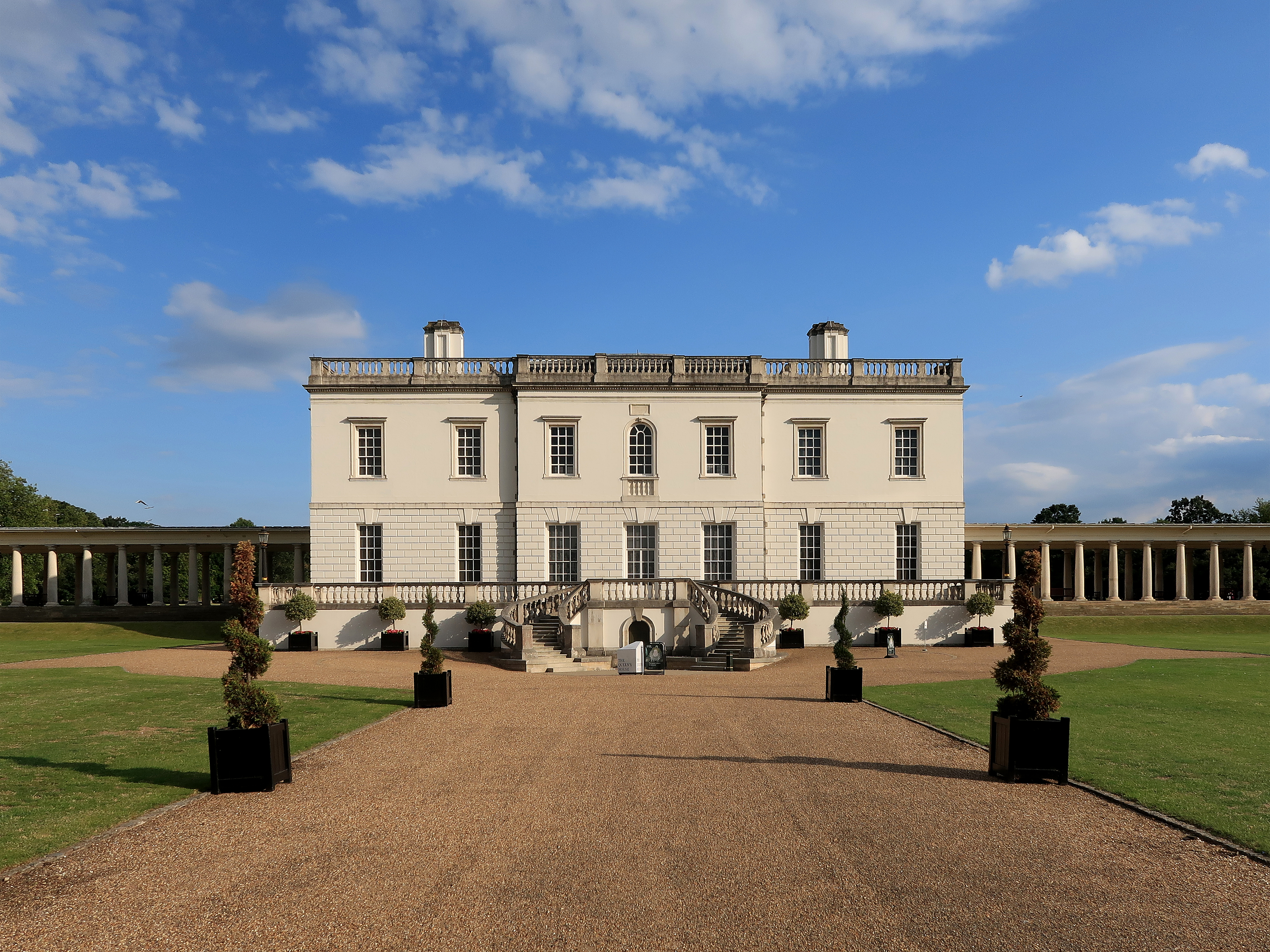
正面側
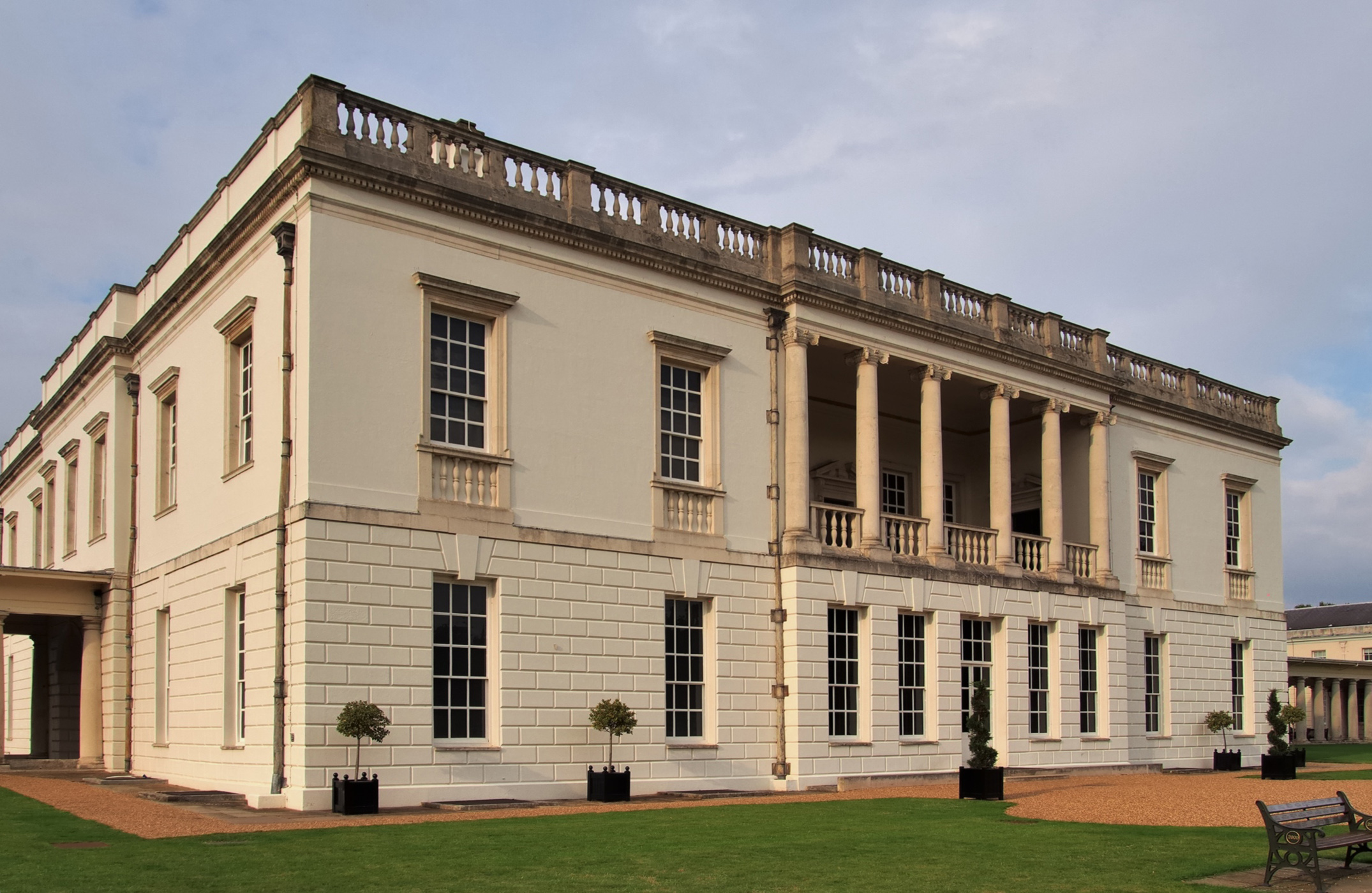
反対側
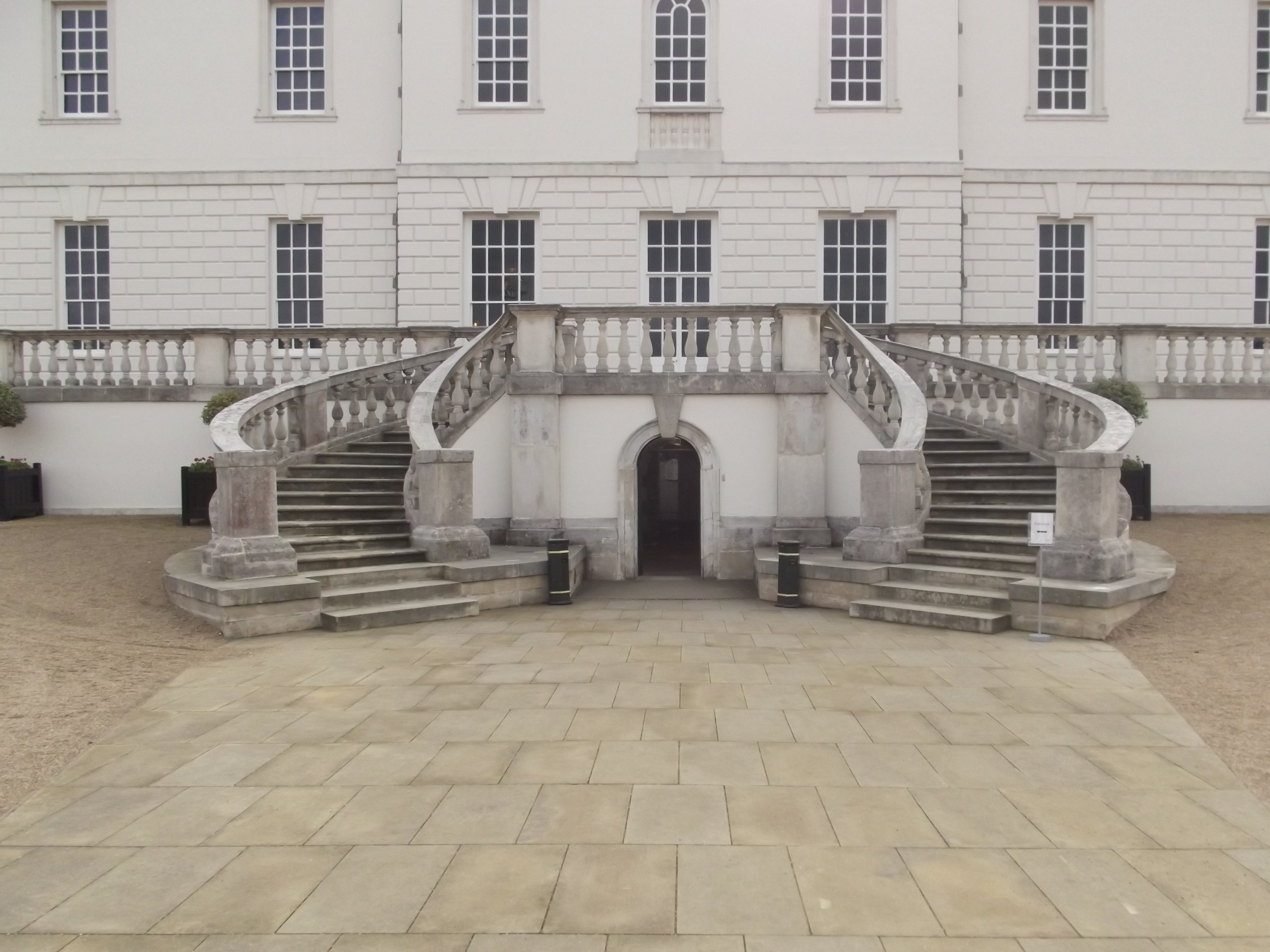
中央の半円状の階段
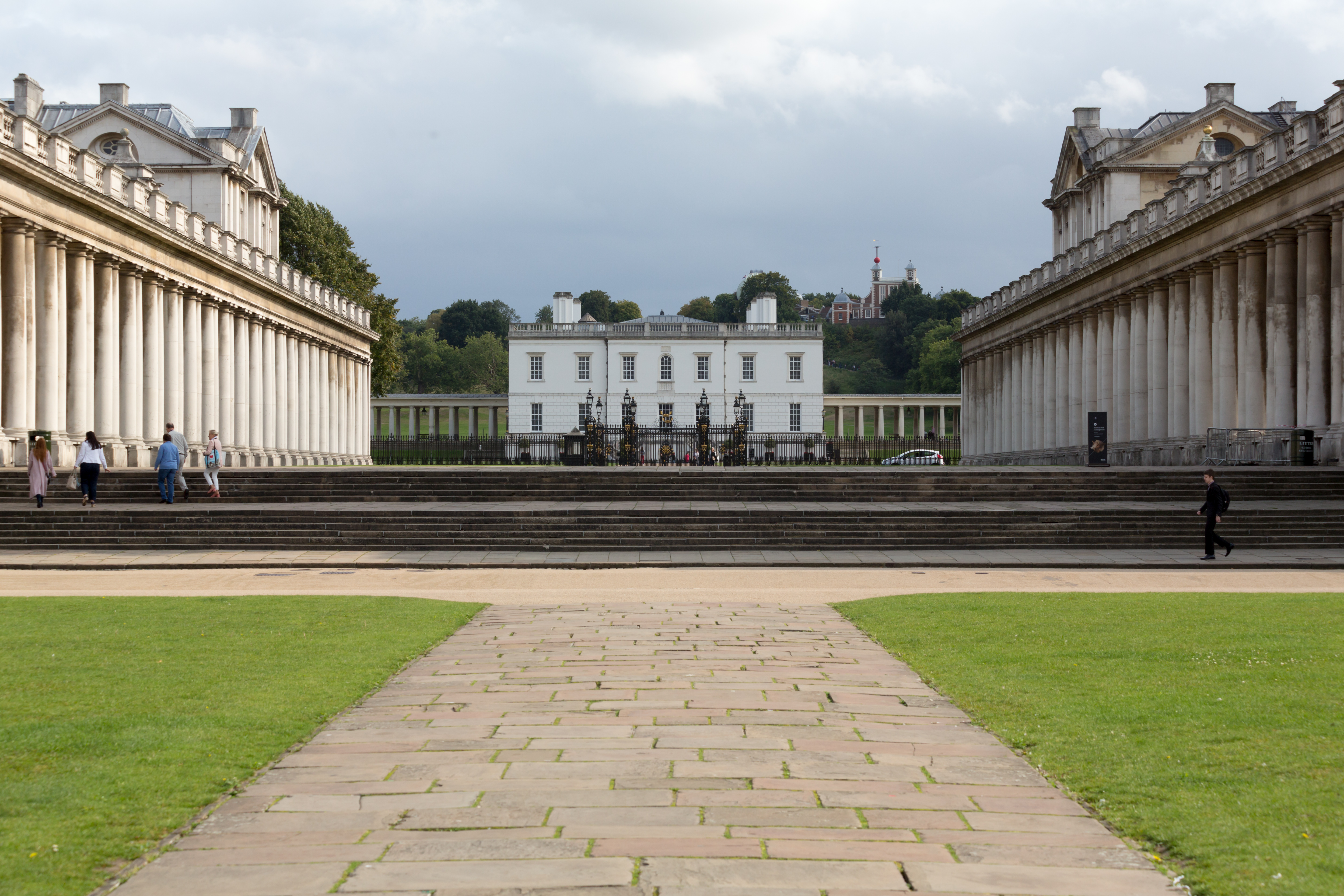
グリニッジ王立海軍大学から